# یواس‌ان‌اس رلنتلس (تی-ای‌جی‌اواس-۱۸)
یواس‌ان‌اس رلنتلس (تی-ای‌جی‌اواس-۱۸) (به انگلیسی: USNS Relentless (T-AGOS-18)) یک کشتی بود که طول آن ۲۲۴ فوت (۶۸ متر) بود. این کشتی در سال ۱۹۸۹ ساخته شد.